# ای‌اس‌ال ایرلاینز ایرلند
ای‌اس‌ال ایرلاینز ایرلند (به انگلیسی: ASL Airlines Ireland) یک شرکت هواپیمایی است که در تاریخ ۱۹۷۲ میلادی تأسیس شده است.
دفتر مرکزی ای‌اس‌ال ایرلاینز ایرلند در اسوردز، ایرلند واقع شده‌است.